# Teodora Młodsza
Teodora Młodsza (zm. w 950) – wpływowa kobieta w Rzymie, młodsza córka Teofilakta i jego żony Teodory.
Była siostrą Marozji, która sprawowała w Rzymie niepodzielną władzę po śmierci matki. Wyszła za mąż za Jana (Krescencjusza), który zmarł w lipcu 984 roku. Miała czwórkę dzieci: trzy córki – Marozję (zm. ok. 979), Stefanię (zm. ok. 970) i Teodorę (zm. ok. 963) – oraz syna Krescencjusza. Po śmierci pierwszego męża prawdopodobnie wyszła za mąż za Dawida, a ich syn został papieżem jako Benedykt VII.